# Фомин, Валерий Иванович (режиссёр)
Вале́рий Ива́нович Фо́мин (14 апреля 1939, Свердловск — 25 апреля 2023) — советский и российский режиссёр-мультипликатор, художник, художник-мультипликатор и сценарист. Лауреат Государственной премии РФ (1996).

## Биография
Работал маляром на Уральском заводе тяжёлого машиностроения (1956—1957).
В 1965 году окончил живописно-педагогическое отделение Свердловского художественного училища имени И. Д. Шадра.
В 1965—1966 годах работал художником-мультипликатором студии «Киевнаучфильм».
В 1968—1971 годах — художник-постановщик Свердловского театра кукол.
В 1971—1975 и в 1980—1989 годах — режиссёр Свердловской киностудии.
В 1975—1980 годах — художник в Художественном фонде СССР.
С 1989 года — в ТПО художественной мультипликации, которая потом была переименована в киностудию «А-фильм». Одновременно с 1996 года работал режиссёром Краснотурьинского театра кукол, а также в кукольной мультипликации и технике перекладки.
В 2001 году снимался в документальном телефильме «Мир анимации или анимации мира».
Скончался от болезни сердца 25 апреля 2023 года в возрасте 84 лет. Прах захоронен на Сибирском кладбище.

## Фильмография

### Режиссёр
- 1970 — Мартышка и смычки
- 1973 — Синюшкин колодец
- 1974 — Бурёнушка
- 1980 — Сказка про Комара Комаровича
- 1982 — Травяная западёнка
- 1983 — Пингвинёнок
- 1984 — По щучьему велению
- 1986 — Про Веру и Анфису
- 1987 — Вера и Анфиса тушат пожар
- 1988 — Вера и Анфиса на уроке в школе
- 1990 — Резвый
- 1991 — А снег идёт…
- 1993 — 1995 — В гостях у деда Евлампия
- 1997 — Варвара
- 2000 — На пасеке
- 2001 — Мы все из сказки

### Сценарист
- 1970 — Мартышка и смычки
- 1990 — Резвый
- 1993 — 1995 — В гостях у деда Евлампия
- 1997 — Варвара
- 2000 — На пасеке
- 2001 — Мы все из сказки

### Художник-постановщик
- 1978 — Сказка про храброго зайца
- 1982 — Травяная западёнка
- 1993 — 1995 — В гостях у деда Евлампия
- 2000 — На пасеке

### Художник
- 1978 — Честное слово
- 1990 — Резвый
- 1997 — Варвара
- 2001 — Мы все из сказки

### Художник-мультипликатор
- 1980 — Сказка про Комара Комаровича
- 1984 — По щучьему велению
- 1985 — Кутх и мыши
- 1986 — Про Веру и Анфису
- 1993 — В гостях у деда Евлампия. Супостат
- 1997 — Варвара
- 2001 — Мы все из сказки

### Озвучивание мультфильмов
- 1995 — Нюркина баня
- 2000 — На пасеке

## Призы и награды
- 1996 — Государственная премия Российской Федерации «За фильмы последних лет»
- 1996 — Открытый российский фестиваль анимационного кино в Тарусе, Приз за лучший персонаж («В гостях у деда Евлампия»).[8]
- 1996 — Открытый российский фестиваль анимационного кино в Тарусе, лучшая работа художника—аниматора («В гостях у деда Евлампия»).[9]